# Credenza (arredamento)

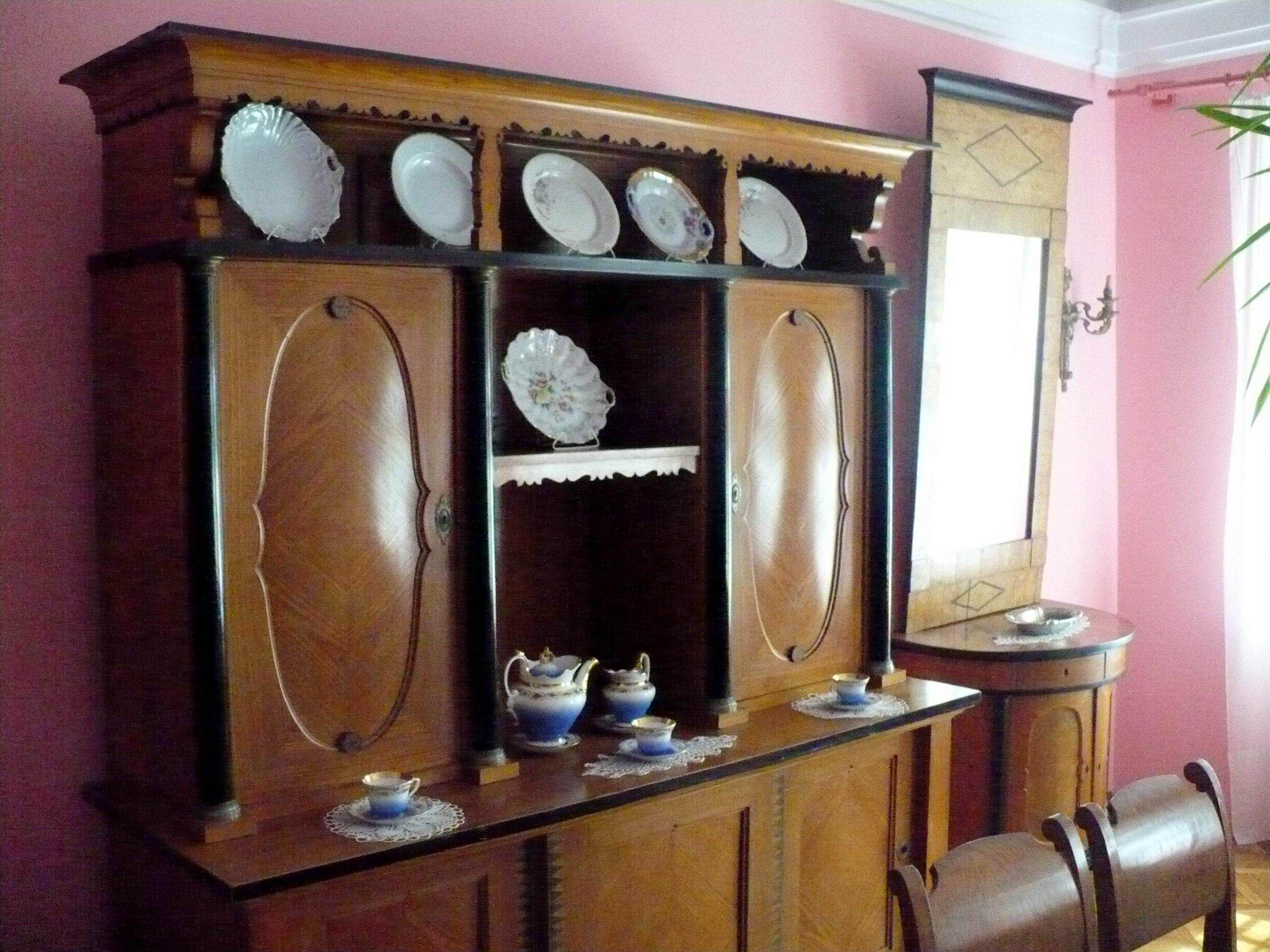
Esempio di credenza

La credenza è il mobile di cucina in cui si conservano le stoviglie. 

## Etimologia
La credenza, come oggetto di arredamento così come lo conosciamo oggi, nasce nel 1600 circa in Emilia-Romagna e in origine era un mobile basso e lungo collocato solitamente nella sala dei banchetti. Al di sopra di esso venivano sistemati in bella vista tutti i cibi nei loro piatti di portata durante i pranzi offerti dalle famiglie nobili ai loro convitati di particolare rango e importanza. Prima di cominciare il banchetto un servitore particolarmente fidato della famiglia, detto "Maestro Credenziere", dotato di una livrea particolare che lo distingueva dagli altri servitori, entrava nella sala del banchetto per "fare la credenza", si introduceva cioè nella sala del banchetto e si disponeva a fianco del mobile dove erano stati collocati tutti i piatti con i cibi, che in seguito si chiamerà appunto credenza, e assaggiava tutte le portate prima che fossero servite ai commensali e poi, rivolgendosi ai convitati con un profondo inchino, diceva: "Signori, vi è stato offerto servizio di credenza", inoltre rimaneva nella sala dei ricevimenti per tutta la durata del banchetto. Fin dall'antichità era pratica comune offrire sontuosi banchetti in onore di un ospite illustre, o per celebrare particolari avvenimenti, e nel Medioevo tale pratica divenne molto frequente soprattutto per celebrare l'alleanza tra due signori, spesso coronata dalle nozze dei figli delle due casate, infatti quando un signore voleva ingrandire il proprio feudo non aveva che da muovere guerra ad un altro signore suo rivale per inglobarne i suoi possedimenti. Quando non era possibile questa opzione, si ricorreva ad un'alleanza, suggellata spesso da ricchi doni e prebende oppure, ma non sempre, dalle nozze dei propri figli per imparentare le due signorie, ed era proprio in tali occasioni che si davano sontuosi banchetti, ma poiché in questo stesso periodo storico era anche molto in voga eliminare gli avversari politici con il veleno, anche durante un banchetto, ecco che si affermò la pratica di "fare la credenza". Tale pratica era volta a tranquillizzare i convitati che i cibi loro offerti non fossero avvelenati e per questo il "Maestro Credenziere", dopo aver assaggiato tutti i cibi, rimaneva nella sala dei ricevimenti fino alla fine del banchetto, proprio per assicurare che egli stesso non fosse stato avvelenato, dando "credenza", creando cioè persuasione in tutti i commensali della bontà e purezza dei cibi offerti, ma soprattutto che non vi fosse nessuna cattiva intenzione da parte del proprio signore, ovvero quella di avvelenare qualcuno dei commensali. Il termine passò in seguito ad indicare il procedimento della "credenza" e poi, verosimilmente, la stanza destinata a tale pratica ed infine il mobile delle stoviglie.

## Storia
Originariamente la credenza prevedeva un'ossatura di legno grezzo, con una mensa, e varie mensole al di sopra. Ricche stoffe nascondevano la struttura. La credenza poteva essere sormontata da un frontone. Nei banchetti, sulla mensa della credenza si disponevano le stoviglie, i vasi, le coppe d'argento e d'oro.
A cavallo tra XV e XVI secolo la credenza divenne un mobile vero e proprio, assumendo la forma odierna, con un armadio sotto la mensa, con un certo numero di sportelli, il cui modello potrebbe essere quello degli armadi di sacrestia. Nel Cinquecento l'armadio prevede un ripiano con sportelli separati. Da terra la credenza è separata da piedini.
Nel Settecento credenza ad armadio di grandi proporzioni fu gradualmente sostituita da un mobile con alzata, con due corpi di armadio sovrapposti, con sportelli a vetri nel registro superiore e questa forma si mantenne anche nell'Ottocento.

## Credenziera
La credenziera è un tipo di credenza più monumentale e lussuosa.

## Uso liturgico
Prende il nome di credenza un tavolo presso l'altare dove si pongono suppellettili e arredi, fra cui le ampolline, la brocca e il bacile per le abluzioni, il piattello per la comunione dei fedeli e ogni altro oggetto in uso nella celebrazione, ad esempio le forbici per la tonsura. È detta anche abaco, in latino oblationarium. Di solito la credenza è posizionata nel presbiterio in cornu epistolae, addossata a un muro.
In particolare viene usata nelle celebrazioni più solenni, in cui è uso esporre piatti metallici, che servono al pontificale per recare sandali, calzari, anello, chiroteche, cingolo, pallio e acicule del pallio.
Nel rito romano riformato è raccomandata la purificazione dei vasi sacri alla credenza.